# افعی‌ها ضربه می‌زنند
افعی‌ها ضربه می‌زنند (به انگلیسی: Striking Vipers)، نخستین قسمت از فصل پنجم مجموعه آنتولوژی علمی‌تخیلی بریتانیایی آینه سیاه است. فیلم‌نامه این قسمت توسط خالق سریال آینه سیاه یعنی چارلی بروکر نوشته شده و اوئن هریس وظیفه کارگردانی آن را برعهده داشته‌است. افعی‌ها ضربه می‌زنند مثل دو اپیزود دیگر فصل پنجم در تاریخ ۵ ژوئن ۲۰۱۹ توسط توسط نت‌فلیکس منتشر شد. بعد از بازخواهم گشت و سن‌یونیپرو، این سومین اپیزود از آینه سیاه است که هریس آن را کارگردانی کرده‌است. آنتونی مکی، یحیی عبدالمتین دوم، نیکول بهاری و پام کلمنتیئف بازیگران اصلی این اپیزود هستند.
فیلم‌برداری افعی‌ها ضربه می‌زنند زودتر از دو قسمت دیگر و پیش از شروع کار بر روی آینه سیاه: بندراسنچ پایان یافت. افعی‌ها ضربه می‌زنند با واکنش متوسطی از سوی منتقدان همراه بود.

## داستان
دنی مرد جوانی است که به همراه همسر و فرزند خود زندگی خوبی دارد. دنی در روز تولدش با دوست صمیمی سابق خود یعنی کارل مواجه می‌شود. کارل به عنوان هدیه یک بازی ویدئویی در سبک مبارزه‌ای به نام افعی‌ها ضربه می‌زنند به وی می‌دهد، بازی که برای اجرای آن؛ فرد باید از طریق نصب گیرنده بر روی سر خود به عنوان یکی از شخصیت‌های بازی وارد دنیای آن شود. گرچه ابتدا این فرصت صرفاً یک تفریح جلوه می‌کند اما به مرور باعث می‌شود دنی و کارل در دنیای بازی و با شخصیت‌هایی که انتخاب کرده‌اند وارد یک رابطه جنسی شوند.

## بازیگران
- آنتونی مکی
- یحیی عبدالمتین دوم
- نیکول بهاری
- پام کلمنتیئف